# Europäischer Filmpreis/Bester künstlerischer Beitrag
2006 wurde erstmals bei den Europäischen Filmpreisen der Preis für einen besonderen künstlerischen Beitrag (Prix D'Exellence) vergeben. Für die bevorstehende Verleihung im Jahr 2010 wurde angekündigt, den Prix d’Excellence durch Kategorien für das beste Produktionsdesign und den besten Schnitt zu ersetzen.

## Preisträger
2006
Pierre Pell und Stéphane Rozenbaum für das Szenenbild von Science of Sleep – Anleitung zum Träumen (La science des rêves)

2007
Uli Hanisch – Szenenbild in Das Parfum – Die Geschichte eines Mörders
Annette Focks, Jörg Höhne, Robin Pohle und Andreas Ruft – Ton in Vier Minuten
Didier Lavergne – Make-Up in La vie en rose (La Môme)
Francesca Sartori – Kostüme in Alatriste

2008
Magdalena Biedrzycka – Kostüme in Das Massaker von Katyn (Katyń)
Marton Agh – Szenenbild in Delta
Laurence Briaud – Schnitt in Ein Weihnachtsmärchen (Un conte de Noël)
Petter Fladeby – Ton in O’ Horten

2009
Brigitte Taillandier, Francis Wargnier, Jean-Paul Hurier und Marc Doisne – Ton in Ein Prophet (Un prophète)
Francesca Calvelli – Schnitt in Vincere
Catherine Leterrier – Kostüme in Coco Chanel – Der Beginn einer Leidenschaft (Coco avant Chanel)
Waldemar Pokromski – Maske in Der Baader Meinhof Komplex